# Björkeskärven
Björkeskärven este o arie protejată (arie specială de conservare — SAC, sit de importanță comunitară — SCI, arie de protecție specială avifaunistică — SPA) din Suedia întinsă pe o suprafață de 40,8 ha, integral pe uscat.

## Localizare
Centrul sitului Björkeskärven este situat la coordonatele 56°08′20″N 15°12′42″E / 56.139°N 15.2117°E.

## Înființare
Situl Björkeskärven a fost declarat arie de protecție specială avifaunistică în decembrie 1996 pentru a proteja 13 specii de animale. Alte tipuri de protecție:
- sit de importanță comunitară (în ianuarie 2002)
- arie specială de conservare (în martie 2011)[1][3][4]

## Biodiversitate
Situată în ecoregiunile continentală și marină baltică, aria protejată conține 1 habitat natural: Insulițe și insule mici din Baltica boreală.
La baza desemnării sitului se află mai multe specii protejate de  păsări (13): gâscă cenușie (Anser anser), rață-cu-cap-castaniu (Aythya ferina), rața moțată (Aythya fuligula), Aythya marila, lebădă de iarnă (Cygnus cygnus), scoicar (Haematopus ostralegus), ferestrașul mare (Mergus merganser), Mergus serrator, Phalacrocorax carbo sinensis, eider (Somateria mollissima), pescăriță mare (Sterna caspia), Sterna paradisaea, fluierarul cu picioare roșii (Tringa totanus).